# فسخ الزواج
فسخ الزواج يعني زوال رابطة العقد بين الزوجين بحكم القاضي، ويصير كل منهما أجنبياً بالنسبة للآخر. ،وهو من المصطلحات الفقهية والقضائية والقانونية.

## تعريف الفسخ
- لغة : الفسخ: النقض، فسخ الشيء يفسخه فسخاً فانفسخ: نقضه فانتقض، والفسخ: التفريق، وقد فسخ الشيء: إذا فرقه. ومن المجاز: انفسخ العزم والبيع والنكاح: انتقض، وقد فسخه: إذا نقضه.[2]
- اصطلاحاً: قال ابن السبكي: الفسخ: حل ارتباط العقد.[3] وفسخ النكاح : زوال رابطة العقد بين الزوجين بحكم القاضي، ويصير كل منهما أجنبياً بالنسبة للآخر.

## الفرق بين الفسخوالطلاق
من الفروقات بين الفسخ والطلاق :
- أن الطلاق إنهاء لعقد النكاح، لكن لا يزول الحل إلا بعد البينونة الكبرى.أما الفسخ فهو نقض للعقد من أساسه.
- أن الطلاق لا يكون إلا بناءً على عقد صحيح لازم، أما الفسخ فيكون بسبب حالات طارئة على العقد كردة الزوجة، أو بسبب حالات مقارنة للعقد تقتضي عدم لزومه من الأصل كخيار البلوغ لأحد الزوجين، وخيار أولياء المرأة التي تزوجت من غير كفء.
- الطلاق ينقص عدد الطلقات التي يملكها الرجل، أما الفسخ فلا ينقصها.

فكل فرقة بسبب من جانب المرأة تكون فسخاً، وكل فرقة من جانب الرجل أو بسبب منه فهي طلاق.
- الفسخ لا يكون إلا بحكم القاضي : قال الشنقيطي : والفسخ لا يمكن أن يكون إلا عن طريق القاضي، فهو الذي يقدر وينظر هل من حق المرأة أن تفسخ النكاح بينها وبين زوجها أم لا ؟ومن أمثلة ذلك: إذا ظهر عيب في الرجل، كما لو كان الرجل يقوم بحقوقها الزوجية ثم أصبح عنيناً أو أصبح مجنوناً أو أي إعاقة، وتضررت المرأة فحينئذ تطلب فسخ النكاح، وترفعه إلى القاضي، وتطلب منه أن يفسخ نكاحها من هذا الرجل.واما الطلاق فالأصل في الطلاق أن يكون للرجل، وقد يقوم القاضي مقامه، أو ولي المجنون أو ولي الصبي، وكذلك الوكيل ينزل منزلة موكله، لكن الفسخ في أعظم صورة يكون عن طريق القضاء.
- الفسخ في جميع صوره إذا حكم بالفسخ فإنه لا يملك الارتجاع إلا بعقد جديد، وأما في الطلاق فيمتلك الارتجاع إذا دخل بها فطلقها طلقة واحدة أو طلقتين، ولم تخرج من عدته، ويملك ارتجاعها بدون عقد، سواء شاءت أو أبت .[6]
- وفرقة الزواج نوعان: فرقة فسخ وفرقة طلاق. والفسخ: إما أن يكون بتراضي الزوجين وهو المخالعة أو الخلع، أو بواسطة القاضي.والتفريق القضائي قد يكون طلاقاً: وهو التفريق بسبب عدم الإنفاق أو الإيلاء أو للعدل أو للشقاق بين الزوجين أو للغيبة أو للحبس أو للتعسف، وقد يكون فسخاً للعقد من أصله، كما هو حال التفريق في العقد الفاسد، كالتفريق بسبب الردة وإسلام أحد الزوجين، والتفريق بسبب الإعسار عند الشافعية والحنابلة.[7]
- الطلاق لا يكون إلا بلفظ الزوج واختياره ورضاه، وأما الفسخ فيقع بغير لفظ الزوج، ولا يشترط رضاه واختياره .قال الإمام الشافعي: «كل ما حُكِمَ فيه بالفرقة، ولم ينطق بها الزوج، ولم يردها ... فهذه فرقة لا تُسمَى طلاقاً».[8]
- ومن الفرق بين الطلاق والفسخ أن الفسخ، لو حدث قبل الدخول فلا مهر، ولو وقع الطلاق قبل الدخول فلها نصف المهر.[9]

## من أسباب فسخ عقد الزواج
ومن أمثلة ما يثبت به فسخ العقد :
- ردة أحد الزوجين .
- إسلام الزوجة، وبقاء زوجها على شركه.والعكس إذا أسلم الزوج وكانت زوجته من غير أهل الكتاب وبقيت على دينها.
- الإعسار عند الشافعية والحنابلة.[7] ،ينفسخ إذا طلبت الزوجة فسخ العقد .
- وقوع اللعان بين الزوجين .
- وجود عيب في أحد الزوجين يمنع من الاستمتاع، أو يوجب النفرة بينهما.[10] قال الشنقيطي (كأن يصبح الزوج عنيناً أو مجنوناً أو أي إعاقة، وتضررت المرأة فحينئذ تطلب فسخ النكاح، وترفعه إلى القاضي، وتطلب منه أن يفسخ نكاحها من هذا الرجل، ولو أنه كان عاقلاً ثم فجأة جن فتضررت من جنونه، فرفعت أمرها إلى القاضي، وقالت: أريد فسخ النكاح؛ لأن المجنون لا يمكن أن يطلق، فينظر القاضي ويحكم بفسخ نكاحها من هذا الزوج.).[11]

## هلالخلعفسخ أمطلاق؟
اختلف العلماء في مسألة الخلع في النكاح، وقالوا: هل هو طلاق أو فسخ؟ والصحيح: أن الخلع طلاق وليس بفسخ، لأن النبي قال: (اقبل الحديقة وطلقها تطليقه). ،بينما يراه بعض الفقهاء فسخاً، قال الرحيلي :الفسخ: إما أن يكون بتراضي الزوجين وهو المخالعة أو الخلع، أو بواسطة القاضي.؛لأنه لو قلنا: إنه طلاق، كان من حق الرجل أن يراجعها، والمقصود من الخلع: أن تدفع المرأة ضرر الزوج عنها، فتعطيه ماله وتخالعه.